# یوخن زایتس
یوخن زایتس، (به آلمانی: Jochen Zeitz) (زاده ۶ آوریل ۱۹۶۳) کارآفرین، بازرگان و مدیر ارشد اجرایی آلمانی است، که در حال حاضر به‌عنوان رییس هیئت مدیره شرکت پوما اس‌ای فعالیت می‌کند. وی از اعضای هیئت مدیره شرکت هارلی-دیویدسن نیز می‌باشد.